# Бендицкий, Семён Соломонович
Семён Соломонович Бендицкий (3 апреля 1908 — 22 января 1993) — советский пианист, педагог. Профессор Саратовской консерватории им. Л. В. Собинова.

## Биография
Родился 3 апреля 1908 года в семье музыканта-тромбониста Соломона Ноевича Бендицкого, который с 1913 года работал в оркестре Тифлисского оперного театра. Мать — Анна Соломоновна Шлёнская. Семья была музыкальной. Братья — скрипач Лев Бендицкий, концертмейстер Малого оперного театра в Ленинграде; виолончелист Наум Бендицкий (англ. Naoum Benditzky, 1901—1972), работал в Гордонском квартете (Gordon String Quartet), Hartmann Quartet и симфоническом оркестре NBC; виолончелист Александр Бендицкий (1917—2006), профессор Музыкально-педагогического института имени Гнесиных, заслуженный работник культуры РСФСР (его жена — библиограф и музыкальный педагог, заведующая редакцией издательства «Музыка» Ольга Осиповна Очаковская, 1914—2002). Старшая сестра была замужем за скрипачом Адольфом Люблинским, концертмейстером оркестра Большого театра; сын младшей сестры Веры Бендицкой — пианист Лев Власенко.
По окончании школы поступил в консерваторию Тифлиса (ныне Тбилисская государственная консерватория им. Вано Сараджишвили).
Затем продолжил образование в классе профессора Московской государственной консерватории им. П. И. Чайковского Г. Г. Нейгауза, которую окончил в 1934 году, работал концертмейстером в классе хорового дирижёра, профессора Н. М. Данилина.
С 1934 по 1946 годы преподавал в Свердловской государственной консерватории. Много и плодотворно работал в классе специального фортепиано и камерного ансамбля (с 1944 года заведовал классом камерного ансамбля).
В 1946 году переехал в Саратов, где в 1954 году стал профессором Саратовской государственной консерватории им. Л. В. Собинова. В 1960 году организовал Клуб пианистов, который вёл в Саратове, Саратовской области и ряде городов СССР активную музыкально-просветительскую деятельность.
Семён Бендицкий — создатель крупной пианистической школы, прежде всего представленной педагогами Саратовской государственной консерватории им. Л. В. Собинова Натаном Бендицким, Татьяной Кан, Асей Киреевой, Анатолием Скрипаем, Натальей Смирновой, Альбертом Таракановым, Львом Шугомом, Олегом Одинцовым, Александром Рыкелем.
Умер в Саратове 22 января 1993 года.

### Семья
- Жёны:
  - первый брак — Берта Соломоновна Маранц, пианистка и музыкальный педагог[1];
  - второй брак — Сенокосова, Октябрина Михайловна, пианистка и музыкальный педагог.
- Дети от первого брака:
  - Александр Семёнович (р. 1932) — композитор.
  - Игорь Семёнович (1941—2011) — пианист, профессор Ростовской консерватории.
- Дети от второго брака:
  - Натан Семёнович (1948—2014) — пианист, профессор Саратовской консерватории.
  - Бендицкая (Рыкель), Анна Семёновна (1953—2012) — музыкальный педагог.

## Память
- Ныне в Саратове проходят открытые конкурсы юных пианистов имени Семёна Бендицкого.[2]